# Wisconsin Dells
Wisconsin Dells es una ciudad ubicada en los condados de Columbia, Adams, Sauk y Juneau en el estado estadounidense de Wisconsin. En el Censo de 2010 tenía una población de 2678 habitantes y una densidad poblacional de 133,68 personas por km².

## Geografía
Wisconsin Dells se encuentra ubicada en las coordenadas 43°38′6″N 89°46′57″O / 43.63500, -89.78250. Según la Oficina del Censo de los Estados Unidos, Wisconsin Dells tiene una superficie total de 20.03 km², de la cual 19.07 km² corresponden a tierra firme y (4.82%) 0.97 km² es agua.

## Demografía
Según el censo de 2010, había 2678 personas residiendo en Wisconsin Dells. La densidad de población era de 133,68 hab./km². De los 2678 habitantes, Wisconsin Dells estaba compuesto por el 91.52% blancos, el 0.71% eran afroamericanos, el 1.79% eran amerindios, el 0.78% eran asiáticos, el 0.07% eran isleños del Pacífico, el 3.29% eran de otras razas y el 1.83% pertenecían a dos o más razas. Del total de la población el 7.39% eran hispanos o latinos de cualquier raza.